# Martin Moormann
Martin Moormann, né le 30 avril 2001 à Stockerau en Autriche, est un footballeur autrichien qui joue au poste d'arrière gauche au FC Blau-Weiß Linz.

## Biographie

### En club
Né à Stockerau en Autriche, Martin Moormann est notamment formé par le SV Horn et l'AKA St. Pölten avant de rejoindre le Rapid Vienne en 2018,. Grand espoir du club, son accession au monde professionnel est freinée à plusieurs reprises, notamment en 2020 où il souffre d'une ostéite pubienne qui l'éloigne des terrains pendant plusieurs mois, ainsi que des problèmes musculaires lors de la première partie de l'année 2021. 
Il joue son premier match en équipe première le 28 octobre 2021, lors d'une rencontre de coupe d'Autriche face au SKU Amstetten. Il entre en jeu à la place d'Emanuel Aiwu lors de cette rencontre remportée par son équipe sur le score de trois buts à zéro. Le 31 octobre 2021, il joue son premier match de première division autrichienne face au LASK. Il entre en jeu à la place de Ercan Kara et son équipe s'impose par trois buts à un. Moormann fait ensuite ses débuts en coupe d'Europe, le 4 novembre 2021, à l'occasion d'un match comptant pour la phase de groupe de la Ligue Europa 2021-2022 face au Dinamo Zagreb. Titularisé, il sort sur blessure après 23 minutes de jeu, remplacé par Leopold Querfeld. Son équipe est battue par trois buts à un ce jour-là.
Le 11 mars 2022, Moorman prolonge avec le Rapid Vienne jusqu'en juin 2025,. Il joue un total de 67 matchs avec l'équipe première de la capitale.
Le 17 mai 2024, le FC Blau-Weiß Linz annonce le transfert du Martin Moormann pour un montant inconnu, il signe un contrat de deux saisons.

### En sélection
Martin Moormann représente l'équipe d'Autriche des moins de 18 ans pour un total de quatre matchs joués, tous en 2019.
En mars 2022, Martin Moormann est appelé pour la première fois avec l'équipe d'Autriche espoirs. Il fait sa première apparition avec les espoirs le 25 mars 2022, contre la Croatie. Il est titularisé et les deux équipes se neutralisent (0-0).